# کاش‌کالاشی
کاش‌کالاشی (انگلیسی: Kashkalashi) یک شهرک در شهرستان بلاگووارسکی باشقیرستان کشور روسیه است.